# Federico Paitoni
Federico Paitoni, též Federico de Paitoni di Traù, chorvatsky Fridrik Paitoni (1814 Trogir – 11. ledna 1892), byl rakouský soudce a politik z Dalmácie, během revolučního roku 1848 poslanec Říšského sněmu.

## Biografie
Narodil se v roce 1814 v Trogiru. V roce 1875 mu byl udělen Císařský rakouský řád Leopoldův. V září 1879 byl povýšen i do stavu rakouského rytířstva. Rod Paitoniů patřil od roku 1773 k šlechtě v Trogiru. Byl synem Giuseppeho Paitoniho. V ročníku 1829/1830 se zapsal na politicko-právní fakultu Padovské univerzity. Roku 1849 se uvádí jako Friedrich von Paitoni z obce Supetar (San Pietro di Brazza). Od roku 1853 byl radou nově zřízeného krajského soudu v Zadaru. Do té doby působil coby prétor (představitel vrchnostenského úřadu státní správy, kombinujícího funkce administrativní, soudní a policejní) na Brači. V listopadu 1861 byl pak z této funkce povýšen na radu vrchního zemského soudu. V lednu 1865 a opětovně v prosinci 1870 byl jmenován na post prezidenta krajského soudu ve Splitu. Později působil jako prezident vrchního zemského soudu v Zadaru.
Během revolučního roku 1848 se zapojil do veřejného dění. Ve volbách roku 1848 byl zvolen i na ústavodárný Říšský sněm. Zastupoval volební obvod Split-venkov. Tehdy se uváděl coby prétor. Řadil se ke sněmovní levici. Podporoval zřízení samosprávného Dalmatského zemského sněmu. Když byl místodržícím Dalmácie jmenován Josip Jelačić, spolupodepsal Paitoni v prosinci 1848 petici dalmatských poslanců k ministrovi vnitra, v níž se dotazovali, zda nástup Jelačiće nemůže znamenat ohrožení samostatného státoprávního postavení Dalmácie (Jelačić totiž zároveň působil ve vedení správy Chorvatského království).